# Elecciones generales de Singapur de 2015
Las elecciones generales de Singapur de 2015 se celebraron el 11 de septiembre para formar el 13.º Parlamento. El Parlamento anterior fue disuelto el 25 de agosto de 2015 por el Presidente de la República Tony Tan por petición del Primer ministro Lee Hsien Loong, y los candidatos fueron nominados el 1 de septiembre.
Esta fue la primera elección desde la independencia de Singapur en la que todos los escaños fueron disputados por más de un candidato. Tan solo dos partidos (el gobernante y hegemónico Partido de Acción Popular y el Partido de los Trabajadores) presentaron candidatos en más de 20 circunscripciones. Las únicas que tenían más de tres partidos presentando candidatos eran aquellas en las que solo había un representante. Fueron las primeras elecciones desde la muerte del primer Primer ministro, Lee Kuan Yew y el aniversario del cincuentenario de la independencia de Singapur en agosto de 2015.
De los 89 escaños electos, el Partido de Acción Popular (PAP), que ha regido como partido hegemónico el país desde antes de su independencia, disputó todas las circunscripciones y ganó 83, con los otros 6 escaños siendo obtenidos por el Partido de los Trabajadores (WP). Una circunscripción de representante único, Punggol del Este, fue la única en cambiar de partido, con el PAP recuperándolo de manos del WP. La participación de votantes fue 93.56%, descontando los votos en el extranjero. El PAP obtuvo sus mejores resultados desde 2001 con el 69.86% de la votación popular, un aumento del 9.72% de las elecciones anteriores de 2011. Por su parte, el WP obtuvo el 39.75% de los votos en los 28 escaños que disputó, una caída del 6.83%. En el voto popular general, el WP anotó el 12.48% y los siete partidos restantes menos de 4% cada uno. Tres candidatos no consiguieron el 12.5% de los votos en su área y así perdieron su depósito electoral.

## Antecedentes

### Sistema electoral
La duración máxima del Parlamento de Singapur es un plazo de cinco años, tiempo después del cual el presidente de la República lo disuelve y se convoca a elecciones en un lapso de tres meses, tal como establece la constitución. El voto es obligatorio para los mayores de edad y se realiza mediante el escrutinio mayoritario uninominal. Las elecciones son coordinadas por el Departamento de Elecciones, que depende directamente de la oficina del Primer ministro de Singapur.
Las elecciones de 2015 fueron las décimoséptimas elecciones generales de Singapur y las duodécimas desde la independencia. El Partido de Acción Popular (PAP, por sus siglas en inglés) consiguió su decimocuarto mandato consecutivo desde 1959. Esta será la tercera elección del PAP con Lee Hsien Loong como Secretario General y la primera elección del país después del fallecimiento de su primer ministro fundador Lee Kuan Yew. Es también la primera elección del país donde no hay elegidos sin oposición en ninguna de las circunscripciones, ya que la votación tendrá lugar en Tanjong Pagar GRC por primera vez.

### Partidos políticos
Si bien Singapur es una democracia multipartidista, el Partido de Acción Popular ha obtenido triunfos aplastantes (a veces incluso obteniendo todos los escaños) sin enfrentarse jamás a ninguna oposición organizada, manteniendo el gobierno del país durante más de cinco décadas como partido hegemónico. Sin embargo, desde la década de 1990, el Partido de los Trabajadores, dirigido por Low Thia Khiang, ha sido el principal partido opositor de Singapur y es, después del PAP, el único partido con posibilidad de obtener algún tipo de representación parlamentaria.
En estas elecciones, nueve partidos políticos, incluyendo el PAP, participaron:
| Partido                            | Abreviación    | Líder                 | Fundación | Escaños antes |
| ---------------------------------- | -------------- | --------------------- | --------- | ------------- |
| Partido de Acción Popular          | PAP            | Lee Hsien Loong       | 1954      | 79            |
| Partido de los Trabajadores        | WP             | Low Thia Khiang       | 1957      | 7 + 2 NCMPs   |
| Partido Popular de Singapur        | SPP            | Chiam See Tong        | 1994      | 1 NCMP        |
| Partido Demócrata de Singapur      | SDP            | Chee Soon Juan        | 1980      | 0             |
| Partido de la Solidaridad Nacional | NSP            | Lim Tean              | 1987      | 0             |
| Alianza Democrática de Singapur    | SDA            | Desmond Lim Bak Chuan | 2001      | 0             |
| Partido Reformista                 | RP - Reforma   | Kenneth Jeyaretnam    | 2008      | 0             |
| Singapurenses Primero              | SF - SingFirst | Tan Jee Say           | 2014      | 0             |
| Partido del Poder Popular          | PPP            | Goh Meng Seng         | 2015      | 0             |

### Divisiones electorales

Límites electorales de Singapur, publicado en julio de 2015.

El Comité de Revisión de Límites Electorales se convoca antes de cada elección general para revisar los límites electorales en vista del crecimiento de la población y los turnos. El Comité es nombrado por el Primer Ministro. Su lista publicada indica el comienzo de un ciclo electoral.
Las nuevas divisiones electorales fueron anunciadas el 24 de julio de 2015. El periódico más grande de Singapur, The Straits Times, creó un mapa interactivo de los cambios en los límites.  Click aquí para explorar el mapa interactivo.
|                                              | 2011      | 2015      |
| -------------------------------------------- | --------- | --------- |
| Escaños                                      | 87        | 89        |
| Divisiones electorales                       | 27        | 29        |
| Circunscripciones de representación en grupo | 15        | 16        |
| Circunscripciones de representación única    | 12        | 13        |
| Votantes                                     | 2.350.257 | 2.460.977 |

## Cronología
| Date                | Event                                          |
| ------------------- | ---------------------------------------------- |
| 24 de julio         | Publicación del informe de límites electorales |
| 25 de agosto        | Disolución del parlamento                      |
| 25 de agosto        | Anuncio de la elección                         |
| 1 de septiembre     | Nominación de los candidatos                   |
| 1 a 9 de septiembre | Campaña                                        |
| 10 de septiembre    | Día de "enfriamiento" (sin campaña)            |
| 11 de septiembre    | Jornada electoral                              |

## Resultados

### Resultado general
Después de que las urnas cerraron a las 8:00 p. m., comenzó el recuento de votos. Los resultados fueron anunciados por Ng Wai Choong, director ejecutivo de la Autoridad del Mercado de la Energía. El primer resultado fue revelado el 11 de septiembre a las 11:31 p. m.. El candidato del PAP, Lam Pin Min, ganó la circunscripción única de Sengkang Oeste con una mayoría de 17.564 votos. El último resultado se anunció el 12 de septiembre a las 3:10 de la madrugada. El grupo del Partido de los Trabajadores obtuvo una victoria en la circunscripción de múltiple representación de Aljunied, derrotando por un estrecho margen del 1.9% al grupo del PAP.
Contrariamente a lo que se esperaba desde su fuerte declive en 2011, el Partido de Acción Popular recuperó su hegemonía total y obtuvo los mejores resultados desde 2001. Obtuvo el 69.9% de los votos, un aumento del 9.7% con respecto a la elección anterior. El PAP recuperó inesperadamente el distrito electoral de Punggol del Este perdido ante el Partido de los Trabajadores en una elección parcial de 2013. En Aljunied intentó que se realizara un recuento de votos, pero de todas formas el Partido de los Trabajadores volvió a ganar.

Resultados anunciados el 11 de septiembre.

| Resultado por voto popular |
| --- |
| |
| PAP (69.86%) WP (12.48%) SDP (3.76%) NSP (3.53%) RP (2.63%) SingFirst (2.25%) SPP (2.17%) SDA (2.06%) PPP (1.13%) Independientes (0.12%) |

| Distribución de escaños en el Parlamento |
| ---------------------------------------- |
|                                          |
| 83 escaños (PAP) 6 escaños (WP)          |

|  | 69.86 % |

|  | 69.86 % |

|  | 12.48 % |

|  | 39.75 % |

|  | 3.76 % |

|  | 31.23 % |

|  | 3.53 % |

|  | 25.27 % |

|  | 2.63 % |

|  | 20.60 % |

|  | 2.25 % |

|  | 21.49 % |

|  | 2.17 % |

|  | 27.08 % |

|  | 2.06 % |

|  | 27.11 % |

|  | 1.13 % |

|  | 23.11 % |

|  | 0.12 % |

|  | 10.10 % |

|  | 97.95 % |

|  | 2.05 % |

|  | 100.00 % |

|  | 93.56 % |

### Resultado por circunscripción
|  | 73.02 % |

|  | 26.38 % |

|  | 0.60 % |

|  | 97.86 % |

|  | 2.14 % |

|  | 68.38 % |

|  | 31.62 % |

|  | 98.09 % |

|  | 1.91 % |

|  | 57.50 % |

|  | 42.50 % |

|  | 98.65 % |

|  | 1.35 % |

|  | 74.76 % |

|  | 25.24 % |

|  | 97.94 % |

|  | 2.06 % |

|  | 57.66 % |

|  | 42.34 % |

|  | 98.96 % |

|  | 1.04 % |

|  | 65.60 % |

|  | 33.59 % |

|  | 0.82 % |

|  | 98.44 % |

|  | 1.56 % |

|  | 71.86 % |

|  | 28.14 % |

|  | 97.65 % |

|  | 2.35 % |

|  | 76.35 % |

|  | 23.65 % |

|  | 97.28 % |

|  | 2.72 % |

|  | 66.39 % |

|  | 33.61 % |

|  | 98.61 % |

|  | 1.39 % |

|  | 51.77 % |

|  | 48.23 % |

|  | 98.86 % |

|  | 1.14 % |

|  | 77.25 % |

|  | 12.72 % |

|  | 10.03 % |

|  | 97.15 % |

|  | 2.85 % |

|  | 62.13 % |

|  | 37.87 % |

|  | 98.55 % |

|  | 1.45 % |

|  | 73.55 % |

|  | 26.45 % |

|  | 98.16 % |

|  | 1.84 % |

|  | 76.91 % |

|  | 23.09 % |

|  | 97.40 % |

|  | 2.60 % |

|  | 60.73 % |

|  | 39.27 % |

|  | 98.90 % |

|  | 1.10 % |

|  | 66.60 % |

|  | 33.40 % |

|  | 98.43 % |

|  | 1.57 % |

|  | 67.75 % |

|  | 32.25 % |

|  | 98.38 % |

|  | 1.62 % |

|  | 68.73 % |

|  | 31.27 % |

|  | 97.90 % |

|  | 2.10 % |

|  | 78.57 % |

|  | 21.43 % |

|  | 97.40 % |

|  | 2.60 % |

|  | 50.96 % |

|  | 49.04 % |

|  | 98.82 % |

|  | 1.18 % |

|  | 73.59 % |

|  | 26.41 % |

|  | 97.99 % |

|  | 2.01 % |

|  | 79.29 % |

|  | 20.71 % |

|  | 98.01 % |

|  | 1.99 % |

|  | 64.07 % |

|  | 35.93 % |

|  | 98.75 % |

|  | 1.25 % |

|  | 66.83 % |

|  | 33.17 % |

|  | 98.61 % |

|  | 1.39 % |

|  | 72.28 % |

|  | 27.72 % |

|  | 97.24 % |

|  | 2.76 % |

|  | 72.07 % |

|  | 27.93 % |

|  | 97.32 % |

|  | 2.68 % |

|  | 77.71 % |

|  | 22.29 % |

|  | 97.97 % |

|  | 2.03 % |

|  | 78.64 % |

|  | 21.36 % |

|  | 97.24 % |

|  | 2.76 % |

|  | 72.89 % |

|  | 27.11 % |

|  | 97.00 % |

|  | 3.00 % |